# Poppy (single)
Poppy is een single van The Cats die werd uitgebracht in 1994. Het nummer staat verder op de lp Shine on. De single kwam nadat de band rond negen jaar lang niets meer van zich had laten horen.

## Achtergrond
Nadat The Cats in 1985 Hooray for Michael hadden uitgebracht, viel de band uit elkaar. Piet Veerman ging solo verder, Arnold Mühren richtte zich op zijn platenstudio, Cees Veerman ging verder als winkelbediende, Jaap Schilder werd weer metselaar en Theo Klouwer werd vertegenwoordiger in hi-fi-apparatuur. Ondertussen spanden de vier laatste bandleden vanwege een zakelijk meningsverschil een vruchtloze rechtszaak aan tegen Piet Veerman, waardoor de onderlinge verstandhouding bekoeld was geraakt.
In 1994 besloten Schilder, Mühren en Cees Veerman de draad weer op te pakken en kwamen ze met een nieuw album. Jan Akkerman, die in de jaren zestig sessiegitarist voor de band was geweest, werd de producer.
Ook daarna duurde het weer lang, meer dan tien jaar, voordat er weer nieuw werk van The Cats verscheen. Dit gebeurde in 2006 met de cd/dvd Those were the days waarop eerder werk stond en twee nieuwe liedjes: The best years of my life en de titelsong Those were the days.

## De singlePoppy
Poppy is een nummer dat werd geschreven door Arnold Mühren. Hij werd ervoor geïnspireerd toen hij op vakantie in Griekenland was en zich een liefde voorstelde tussen een jongen onderaan een rotsachtige berg en zijn verkering in het huisje bovenaan de berg. De naam Poppy ontleende hij aan de naam van de serveerster die hij daarna ontmoette.
Het nummer op de B-kant van de single, Only words, werd geschreven door Cees Veerman.
Ursul de Geer had de Cats-leden rond mei 1994 in zijn  televisieprogramma en kondigde aan dat ze ook weer zouden gaan optreden, wanneer het publiek het nieuwe nummer, Poppy, heel mooi zou vinden. De single bereikte echter de Top 40 niet en kwam zelfs niet in de Tipparade voor. Het album Shine on stond zeven weken in de Album Top 100 en kwam op nummer 50 terecht als hoogste notering.